# Spenborough
Spenborough är en unparished area i Kirklees distrikt i West Yorkshire grevskap i England. Det inkluderar Birkenshaw, Birkenshaw Bottoms, Cleckheaton, Drub, East Bierley, Gomersal, Hartshead, Hartshead Moor Top, Hightown, Hightown Heights, Hunsworth, Littletown, Liversedge, Norristhorpe, Oakenshaw, Rawfolds, Roberttown, Scholes och West End. Unparished area har 45 124 invånare (2001). Fram till 1974 var det ett separat distrikt.